# Alexandria, Louisiana
Alexandria är en stad (city) i Rapides Parish i delstaten Louisiana i USA. Staden hade 45 275 invånare, på en yta av 75,58 km² (2020). Den ligger på Red Rivers södra flodbank i delstatens centrala del. Alexandria är administrativ huvudort (parish seat) i Rapides Parish.

## Kända personer från Alexandria
- John Cooksey, läkare och politiker
- Faith Ford, skådespelare
- Harold B. McSween, politiker
- Warren Morris, basebollspelare
- Joseph E. Ransdell, politiker
- Rebecca Wells, författare